# Villa Talea de Castro
Villa Talea de Castro è un comune del Messico, situato nello stato di Oaxaca.